# Philip Banchong Chaiyara
Philip Banchong Chaiyara CSsR (ur. 30 stycznia 1945 w Chang Ming) – tajski duchowny rzymskokatolicki, w latach 2006–2023 biskup Ubon Ratchathani.

## Życiorys
Święcenia kapłańskie przyjął 12 czerwca 1975 w zgromadzeniu Najświętszego Odkupiciela. Pracował głównie w tajskich parafiach zakonnych, był także m.in. dyrektorem niższego seminarium redemptorystów w Siracha oraz wiceprowincjałem.
25 marca 2006 został mianowany biskupem diecezji Ubon Ratchathani. Sakry biskupiej udzielił mu 27 czerwca 2006 jego poprzednik, bp Michael Bunluen Mansap.
2 grudnia 2023 papież Franciszek przyjął jego rezygnację z pełnionej funkcji.